# Matrimony's Speed Limit
Pour plus de détails, voir Fiche technique et Distribution.
Matrimony's Speed Limit est un film muet américain réalisé par Alice Guy et sorti en 1913.

## Synopsis
Ruiné par une opération financière malheureuse, un jeune homme va annoncer à sa fiancée qu’il ne peut plus l’épouser. Celle-ci lui propose toutes ses économies pour se refaire mais il refuse. Elle imagine un stratagème subtil : elle lui fait parvenir un faux télégramme d’un notaire lui annonçant qu’il hérite d’une forte somme à condition d’être marié le jour même avant midi. Une course-poursuite commence [..]

## Fiche technique
- Réalisation : Alice Guy
- Société de production : Solax
- Pays d'origine :  États-Unis
- Genre : Comédie
- Durée : 14 minutes
- Dates de sortie : 
  -  États-Unis : 11 juin 1913

## Distribution
- Fraunie Fraunholz : Fraunie
- Marian Swayne : Marian